# 兰萨伊塔
兰萨伊塔，是西班牙卡斯蒂利亚-莱昂阿维拉省的一个市镇。 总面积34km2, 总人口895人（2001年），人口密度26人/km2。